# Epicauta punctipennis
Epicauta punctipennis är en skalbaggsart som beskrevs av Werner 1944. Epicauta punctipennis ingår i släktet Epicauta och familjen oljebaggar. Inga underarter finns listade i Catalogue of Life.